# Jaqueline Cristian
Jaqueline Adina Cristian (Bucarest, 5 de junio de 1998) es una tenista profesional rumana.
Cristian hizo su debut en la WTA en un cuadro principal en el BRD Bucharest Open 2015 en el evento de dobles con Elena-Gabriela Ruse.2

## Trayectoria deportiva

### 2024
En el Abierto de Australia pierde su primer partido 2-6, 5-7 contra Katerina Siniakova. Es semifinalista del Winners Open perdiendo 6-3, 3-6, 6-4 contra su compatriota Ana Bogdan. 
Empieza a trabajar con el entrenador español Javier Martí. Alcanza los cuartos de final del Torneo de Charleston. 
En Roland Garros pierde su primer partido 6-4, 7-5 contra Jelena Ostapenko. En Wimbledon cae también en su primer partido contra Bianca Andreescu (6-4, 6-2). Alcanza los cuartos de final del Torneo de Palermo. 
Participa en los Juegos Olímpicos de París donde gana su primer partido contra la local Caroline Garcia (7-5, 3-6, 4-6) y pierde en segunda ronda contra la italiana Jasmine Paolini (5-7, 3-6).
En el Abierto de Estados Unidos pierde su primer partido contra Daria Kasatkina (2-6, 4-6). 
Es convocada para disputar las finales de la Copa Billie Jean King en Málaga. 
Jaqueline finaliza la temporada clasificada como la número 85 del mundo. 

## Campeonatos por año

### 2024
| N.º | Fecha                    | Torneo                    | Categoría        | Superficie    | Ronda           |
| --- | ------------------------ | ------------------------- | ---------------- | ------------- | --------------- |
| 1   | 1 de enero de 2024       | Auckland                  | WTA 250          | Dura          | R32             |
| 2   | 6 de enero de 2024       | Hobart                    | WTA 250          | Dura          | Clasificatorios |
| 3   | 15 de enero de 2024      | Abierto de Australia      | Grand Slam       | Dura          | R1              |
| 4   | 31 de enero de 2024      | Linz                      | WTA 500          | Dura          | OF              |
| 5   | 10 de febrero de 2024    | Cluj-Napoca               | WTA 250          | Dura          | SF              |
| 6   | 16 de febrero de 2024    | Dubái                     | WTA 1000         | Dura          | Clasificatorios |
| 7   | 4 de marzo de 2024       | Indian Wells              | WTA 1000         | Dura          | Clasificatorios |
| 8   | 13 de marzo de 2024      | Charleston                | WTA 125s         | Dura          | OF              |
| 9   | 19 de marzo de 2024      | Miami                     | WTA 1000         | Dura          | R128            |
| 10  | 5 de abril de 2024       | Charleston                | WTA 500          | Arcilla verde | CF              |
| 11  | 28 de abril de 2024      | Madrid                    | WTA 1000         | Tierra batida | R32             |
| 12  | 11 de mayo de 2024       | Roma                      | WTA 1000         | Tierra batida | R32             |
| 13  | 26 de mayo de 2024       | Roland Garros             | Grand Slam       | Tierra batida | 1R              |
| 14  | 6 de junio de 2024       | Bari                      | WTA 125K         | Tierra batida | OF              |
| 15  | 23 de junio de 2024      | Bad Homburg               | WTA 500          | Hierba        | R32             |
| 16  | 1 de julio de 2024       | Wimbledon                 | Grand Slam       | Hierba        | 1R              |
| 17  | 10 de julio de 2024      | Bastad                    | WTA 125s         | Tierra batida | OF              |
| 18  | 19 de julio de 2024      | Palermo                   | WTA 250          | Tierra batida | CF              |
| 19  | 24 de julio de 2024      | Iasi                      | WTA 250          | Tierra batida | CF              |
| 20  | 29 de julio de 2024      | París                     | Juegos Olímpicos | Tierra batida | 2R              |
| 21  | 20 de agosto de 2024     | Cleveland                 | WTA 250          | Dura          | R32             |
| 22  | 26 de agosto de 2024     | Abierto de Estados Unidos | Grand Slam       | Dura          | 1R              |
| 23  | 10 de septiembre de 2024 | Monastir                  | WTA 250          | Dura          | R32             |
| 24  | 30 de septiembre de 2024 | Pekín                     | WTA 1000         | Dura          | R32             |
| 25  | 9 de octubre de 2024     | Wuhan                     | WTA 1000         | Dura          | R32             |
| 26  | 17 de octubre de 2024    | Ningbo                    | WTA 500          | Dura          | OF              |
| 27  | 23 de octubre de 2024    | Cantón                    | WTA 250          | Dura          | OF              |

### 2025
| N.º | Fecha                 | Torneo               | Categoría  | Superficie | Ronda           | Oponente           |
| --- | --------------------- | -------------------- | ---------- | ---------- | --------------- | ------------------ |
| 1   | 2 de enero de 2025    | Auckland             | WTA 250    | Dura       | OF              | Madison Keys       |
| 2   | 4 de enero de 2025    | Adelaida             | WTA 500    | Dura       | Clasificatorios | Kamila Rajímova    |
| 3   | 18 de enero de 2025   | Abierto de Australia | Grand Slam | Dura       | 3R              | Eva Lys            |
| 4   | 5 de febrero de 2025  | Cluj-Napoca          | WTA 250    | Dura       | R32             | Ella Seidel        |
| 5   | 15 de febrero de 2025 | Dubái                | WTA 1000   | Dura       | Clasificatorios | Kateřina Siniaková |

## Campeonatos de dobles por años

#### 2024
| N.º | Fecha                   | Compañera          | Torneo                    | Categoría        | Superficie    | Ronda |
| --- | ----------------------- | ------------------ | ------------------------- | ---------------- | ------------- | ----- |
| 1   | 9 de febrero de 2024    | Andreea Mitu       | Cluj-Napoca               | WTA 250          | Dura          | SF    |
| 2   | 2 de junio de 2024      | Ana Bogdan         | Roland Garros             | Grand Slam       | Tierra batida | 1R    |
| 3   | 4 de julio de 2024      | Ana Bogdan         | Wimbledon                 | Grand Slam       | Hierba        | 1R    |
| 4   | 29 de julio de 2024     | Ana Bogdan         | París                     | Juegos Olímpicos | Tierra batida | 1R    |
| 5   | 1 de septiembre de 2024 | Angelica Moratelli | Abierto de Estados Unidos | Grand Slam       | Dura          | OF    |
| 6   | 7 de octubre de 2024    | Kamila Rajímova    | Wuhan                     | WTA 1000         | Dura          | R32   |

#### 2025
| N.º | Fecha                | Compañera          | Torneo               | Categoría  | Superficie | Ronda |
| --- | -------------------- | ------------------ | -------------------- | ---------- | ---------- | ----- |
| 1   | 18 de enero de 2025  | Camilla Rosatello  | Abierto de Australia | Grand Slam | Dura       | 2R    |
| 2   | 9 de febrero de 2025 | Angelica Moratelli | Cluj-Napoca          | WTA 250    | Dura       | F     |

## Títulos WTA (0; 0+0)

### Individual (0)
| Leyenda                                |
| Grand Slam (0)                         |
| Juegos Olímpicos (0)                   |
| WTA Tour Championships (0)             |
| WTA Tournament of Champions (0)        |
| P. Mandatory & Premier 5, WTA 1000 (0) |
| Premier, WTA 500 (0)                   |
| International, WTA 250 (0)             |

#### Finalista (1)
| No. | Fecha                   | Torneo | Superficie | Oponente en la final | Resultado     |
| 1.  | 12 de noviembre de 2021 | Linz   | Dura (i)   | Alison Riske         | 6-2, 2-6, 5-7 |

### Dobles (0)
| Leyenda                                |
| Grand Slam (0)                         |
| Juegos Olímpicos (0)                   |
| WTA Tour Championships (0)             |
| WTA Tournament of Champions (0)        |
| P. Mandatory & Premier 5, WTA 1000 (0) |
| Premier, WTA 500 (0)                   |
| International, WTA 250 (0)             |

#### Finalista (1)
| N.º | Fecha                | Torneo      | Superficie    | Pareja              | Oponentes en la final              | Resultado   |
| --- | -------------------- | ----------- | ------------- | ------------------- | ---------------------------------- | ----------- |
| 1.  | 21 de julio de 2019  | Bucarest    | Tierra batida | Elena-Gabriela Ruse | Viktória Kužmová Kristýna Plíšková | 4-6, 6-7(3) |
| 2.  | 9 de febrero de 2025 | Cluj-Napoca | Dura (i)      | Angelica Moratelli  | Magali Kempen Anna Sisková         | 3-6, 1-6    |